# Cymbalophora powelli
Cymbalophora powelli là một loài bướm đêm thuộc phân họ Arctiinae, họ Erebidae.